# Ilay Camara
Ilay Camara (18 januari 2003) is een Senegalees-Belgisch voetballer. De flankverdediger staat sinds 2025 onder contract bij RSC Anderlecht. Camara maakte in 2025 zijn debuut voor het Senegalees voetbalelftal.

## Clubcarrière

### RSC Anderlecht
Camara ruilde in 2019 de jeugdopleiding van Oud-Heverlee Leuven voor die van RSC Anderlecht. Camara, die opgeleid werd als middenvelder, schoolde zich na zijn overstap van OH Leuven naar Anderlecht om tot rechtsback. Op 21 augustus 2022 maakte hij zijn profdebuut in het shirt van RSCA Futures, het beloftenelftal van Anderlecht dat vanaf het seizoen 2022/23 aantreedt in Eerste klasse B: op de tweede competitiespeeldag liet trainer Robin Veldman hem tegen Lommel SK in de 87e minuut invallen voor Lucas Stassin.
Camara was in het begin van het seizoen invaller bij de RSCA Futures. Een week na zijn achtste invalbeurt, toen hij in de 1-2-zege tegen Beerschot VA de assist voor de 0-2 afleverde, kreeg hij tegen SL16 FC zijn eerste basisplaats. Onder Guillaume Gillet, die eind oktober 2022 het roer van Robin Veldman overnam bij de RSCA Futures, was Camara eerder titularis.
In februari 2023 ondertekende Camara, die in zijn debuutseizoen in Eerste klasse B in 17 van de 22 wedstrijden in de reguliere competitie in actie was gekomen, zijn eerste profcontract bij Anderlecht. In de play-offs miste Camara enkel de eerste wedstrijd tegen Beerschot VA vanwege een gele schorsing.

### RWDM
Camara begon het seizoen 2023/24 nog met de RSCA Futures, maar begin september 2023 maakte hij de overstap naar RWDM, de promovendus in de Jupiler Pro League. Camara maakte op 23 september 2023 zijn debuut in de Jupiler Pro League: op bezoek bij landskampioen Antwerp FC liet trainer Cláudio Caçapa hem in de 70e minuut invallen voor Makhtar Gueye. Camara veroorzaakte in zijn debuutwedstrijd op het hoogste niveau een strafschopfout, die weliswaar geen grote gevolgen had doordat Vincent Janssen miste vanop de stip. Op 6 oktober 2023, vijf dagen nadat hij thuis tegen KAA Gent bij de rust had mogen invallen, kreeg hij op bezoek bij Sporting Charleroi zijn eerste basisplaats in de Jupiler Pro League.
Na zijn eerste basisplaats in de Jupiler Pro League groeide Camara uit tot een vaste waarde bij RWDM. Door de blessure van Junior Sambu sprong hij bij op rechtsachter, al speelde Camara geregeld ook hoger op de rechterflank. RWDM kende een zwaar seizoen en degradeerde op het einde van het seizoen weer naar Eerste klasse B, maar Camara ontpopte zich desondanks tot een van de revelaties van het seizoen. De jonge twintiger was in zijn debuutseizoen bij RWDM goed voor drie goals en zeven assists.

### Standard Luik
Na de degradatie van RWDM werd Camara gelinkt aan een transfer naar Standard Luik. De transfer nam wat tijd in beslag, waardoor Camara een deel van het seizoen nog voorbereidde met RWDM. Op 13 augustus 2024 werd de transfer geofficialiseerd: Camara ondertekende een huurcontract van een jaar met aankoopoptie bij Standard. Op 18 augustus 2024 debuteerde hij als invaller tegen KV Kortrijk, daarna groeide hij meteen uit tot een vaste waarde bij Standard, waar Ivan Leko hem weer op links liet spelen. In april 2025 lichtte Standard de aankoopoptie in het huurcontract van Camara, die daarop een contract tot 2029 ondertekende bij de Luikenaars.

### RSC Anderlecht
Op 5 juli 2025 tekende Camara een contract tot 2030 bij RSC Anderlecht.

## Clubstatistieken
| Seizoen         | Club            | Land            | Competitie      | Competitie | Competitie | Beker | Beker | Supercup | Supercup | Europees | Europees | Totaal | Totaal |
| Seizoen         | Club            | Land            | Competitie      | Wed.       | Dlp.       | Wed.  | Dlp.  | Wed.     | Dlp.     | Wed.     | Dlp.     | Wed.   | Dlp.   |
| --------------- | --------------- | --------------- | --------------- | ---------- | ---------- | ----- | ----- | -------- | -------- | -------- | -------- | ------ | ------ |
| 2022/23         | RSCA Futures    | Vlag van België | Eerste klasse B | 26         | 0          | —     | —     | —        | —        | —        | —        | 26     | 0      |
| 2023/24         | RSCA Futures    | Vlag van België | Eerste klasse B | 4          | 0          | —     | —     | —        | —        | —        | —        | 4      | 0      |
| 2023/24         | RWDM            | Vlag van België | Eerste klasse A | 28         | 3          | 3     | 0     | —        | —        | —        | —        | 31     | 3      |
| 2024/25         | → Standard Luik | Vlag van België | Eerste klasse A | 31         | 0          | 2     | 0     | —        | —        | —        | —        | 33     | 0      |
| Carrière totaal | Carrière totaal | Carrière totaal | Carrière totaal | 89         | 3          | 5     | 0     | 0        | 0        | 0        | 0        | 94     | 3      |

Bijgewerkt op 24 april 2025.

## Interlandcarrière
Camara speelde in 2018 zeven interlands voor België –15 en België –16. In november 2024 werd hij na jaren nog eens opgeroepen voor een Belgisch jeugdelftal: Gill Swerts riep hem op voor de tweede barragewedstrijd van de Belgische beloften tegen Tsjechië naar aanleiding van het EK onder 21 in Slowakije. Camara kwam in Tsjechië evenwel niet van de bank.
Vier maanden na zijn selectie voor de Belgische beloften werd Camara door Pape Thiaw opgeroepen bij Senegal. Op 25 maart 2025 maakte hij zijn interlanddebuut: in de WK-kwalificatiewedstrijd tegen Togo (2-0-winst) kreeg hij een basisplaats en werd hij na 55 minuten gewisseld.
| Interlands van Ilay Camara   | Interlands van Ilay Camara   | Interlands van Ilay Camara   | Interlands van Ilay Camara   | Interlands van Ilay Camara   | Interlands van Ilay Camara   |
| No.                          | Datum                        | Wedstrijd                    | Uitslag                      | Soort Wedstrijd              | Doelpunten                   |
| Als speler bij Standard Luik | Als speler bij Standard Luik | Als speler bij Standard Luik | Als speler bij Standard Luik | Als speler bij Standard Luik | Als speler bij Standard Luik |
| ---------------------------- | ---------------------------- | ---------------------------- | ---------------------------- | ---------------------------- | ---------------------------- |
| 1.                           | 25 maart 2025                | Senegal – Togo               | 2 – 0                        | Kwalificatie WK 2026         | -                            |
| Totaal                       | Totaal                       | Totaal                       | Totaal                       | Totaal                       | -                            |

Bijgewerkt tot 24 april 2025